# Google Nest (スマートスピーカー)
Google Nest（グーグル ネスト、旧称：Google Home）は、GoogleがGoogle Nestブランドで開発したスマートスピーカーのブランド。GoogleのバーチャルアシスタントであるGoogle アシスタントを介して、ユーザーが音声でサービスを利用することができる。自社および他社のサービスが統合されており、音楽を聴いたり、動画や写真の再生をコントロールしたり、ニュースを受信したりすることが音声で可能。また、Google Nestにはホームオートメーション機能が搭載されており、ユーザーは音声でスマート家電を操作することができる。最初のデバイスであるGoogle Homeは、2016年5月に発表され、同年11月にアメリカ合衆国で発売された。翌年にはイギリス、オーストラリア、カナダ、フランス、ドイツ、日本でも発売された。
Google NestデバイスやGoogle アシスタントのソフトウェアアップデートを通じて、時間の経過とともに機能が追加されている。例えば、複数のスピーカーを設定して、音楽を同期して再生することができる。2017年4月のアップデートにより、マルチユーザーに対応し、最大6人を音声で区別できるようになった。2017年5月、Googleは複数のアップデートを発表し、カナダと米国でのハンズフリー通話の無償提供、予定されたイベントの前のプロアクティブなリマインダー、モバイルデバイスやChromecast対応テレビでの視覚的な応答、Bluetoothオーディオストリーミング、リマインダーやカレンダーの予定を追加する機能などが追加された。
2016年11月に発売された初代「Google Home」スピーカーは、円筒形の形状で上部にカラーのステータスLEDを備えていた。2017年10月、Googleは製品ラインナップに2つの追加モデル、ミニチュアパック型の「Google Home Mini」と、大型の「Google Home Max」を発表した。2018年10月には、7インチのタッチスクリーンを搭載したスマートスピーカー「Google Home Hub」を発表した。2019年5月、Googleは「Google Home」のデバイスを「Google Nest」のバナーで再ブランド化することを発表し、より大型のスマートディスプレイ「Nest Hub Max」を発表した。

## 歴史
2016年3月、GoogleがAmazon Echoに対抗するためにワイヤレススピーカーの開発に取り組んでいると報じられた。2016年5月の開発者向け会議「Google I/O」でGoogle Homeが正式に発表され、同時にGoogle HomeでGoogle アシスタント(「Google Now」の会話進化版で会議では同様に他の製品に組み込まれる予定と発表された)を起動できるとも発表された。
Google Homeは2016年11月4日にアメリカで販売開始され、イギリスでも2017年4月6日から販売された。2017年5月のGoogle I/Oにて、Googleは5か国で年内に発売予定と発表し、カナダ(6月4日発売)、オーストラリア(7月20日)、フランス(8月3日)、ドイツ(8月8日)、日本(10月6日)で発売された。
2017年10月4日、Googleは2017年10月19日に安価な小型の「Google Home mini」、2017年12月11日に高価な大型の「Google Home Max」を発売すると発表した(日本版の発売日は後述)。
2019年5月7日、Google I/Oの基調講演において、Googleは今後、スマートホーム製品のすべてを「Nest」ブランドで販売することを発表した。 Nestは2018年7月にGoogleのホームハードウェア部門に吸収されていた。

## 特徴
Google製とサードパーティー製の両方の様々なサービスをサポートし、Google Homeに統合されており、ボイスコマンドでそれらのサービスを動作させることができる。サポートデバイスの「Google Play Music」「Spotify」「iHeartRadio for audio」「Netflix」「YouTube」「Google フォト」「Google カレンダー」「Google Keep」などをサポートしているほか、「CNN」、「CNBC」、「ウォール・ストリート・ジャーナル」のニュースも受信できる。新サービスは継続的に統合されている。
AIアシスタントの「Google アシスタント」はGoogle Homeの中心かつ唯一のアシスタントとして含まれている。類似サービスの「Google Now」と異なり、Google アシスタントはユーザーとの双方向の会話が可能である。2016年10月にウォール・ストリート・ジャーナルはGoogleはアシスタントを「人間らしく」し最終的にはユーザーとの精神的な繋がりを築けるようにするためにピクサー映画と風刺報道機関の「ジ・オニオン」からライターを雇用したと報じた。
全ての部屋のGoogle Homeを繋ぎ、音楽の同期再生が可能である。2016年11月に「コンピューターワールド」のJRラファエルが複数アカウントでの利用機能がないと批判していたが、2017年4月の米国の利用者向けのアップデートにおいて、6人の声まで認識可能で、話しかけている人に応じてそれぞれのアカウントからの情報を取り出してくる機能が追加された。しかし「Android Police」のライアン・ウィットアムはリマインダーもしくはカレンダーを作成することができないと批判し、「カレンダーに何かを追加するのは人間のアシスタントとして最も一般的なタスクの一つであるに違いない。いずれにせよ不可能なことでないことは確かだ」と記述している。
Google Homeは所有者にスマートデバイスを操作する中心ハブとして機能するホームオートメーション機能を備えている。クロームキャストのデジタルメディアプレイヤーや、NEST、SmartThings、Philips Hue、Logitech Harmonyからの製品を含むデバイスをサポートしている。
2017年5月、Googleは、Google Homeの複数のアップデートを発表した。 固定回線や携帯電話に無料で電話をかけられるハンズフリー通話機能を米国とカナダにおいてサポートする。「プロアクティブ・アシスタント」は利用者が質問しなくてもユーザーに予定イベント前の交通情報などを通知する。「ビジュアル・レスポンス」はGoogle Homeからの返答をモバイル端末やクロームキャストが動作しているテレビに表示することが出来る。スマートフォンからBluetoothを通じて楽曲をストリーミング再生できたり、カレンダーに予約を入れるなどのリマインダー機能を今後サポート予定である。
2020年1月、オーディオメーカーのSonosは同社が保有しているスピーカー技術の特許を侵害されたとしてGoogleを提訴。アメリカ国際貿易委員会（ITC）はGoogleがSonosの特許を侵害しているとの判断を2022年1月に示した。これを受けて、Googleは同月8日に配信したアップデートにより、これらの機能を一部制限する措置を行った。

## 種類
2016年5月、Google HomeがGoogle Castと同じアーム・プロセッサーとWi-Fiチップを搭載しているとの情報が報道された。2016年11月にiFixitによる製品分解が行われた結果、第二世代のクロームキャストと同じコンポーネントの多くが搭載されていることが確認された。

### Google Home

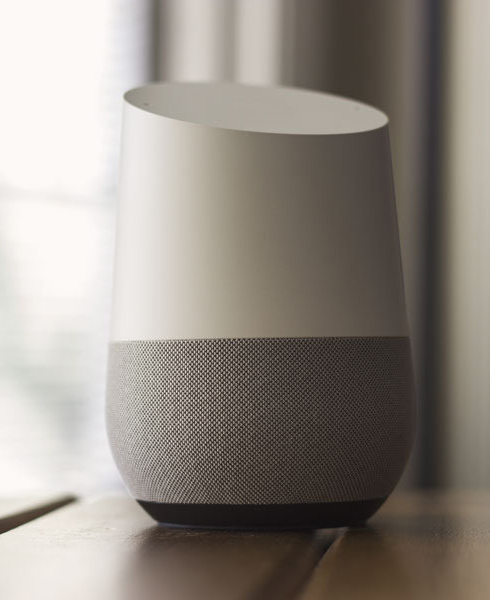
オリジナルのGoogle Home

Google Homeは高さが142.8 mmで幅が96.4 mm、重量が480 gである。円柱型のデザインで、上部に動作していることを示す４個のLEDがある。上部の表面は静電容量式のタッチパネルで音楽の停止・再生やボリューム調整に使用できる。デバイスの後方にはマイクを無効にするミュートボタンが搭載されている。
デバイスの底部はスピーカーグリルとして作用するシェルで覆われており、このシェルは取り外して部屋の装飾に適したものと交換が行えるように設計されている。2016年11月時点でGoogleはマンゴー、マリーン、バイオレットの色仕様のファブリック状のシェルとカーボン、Copper、Snow仕様のメタリック状のシェルを提供している。

### Google Home Mini（第1世代）

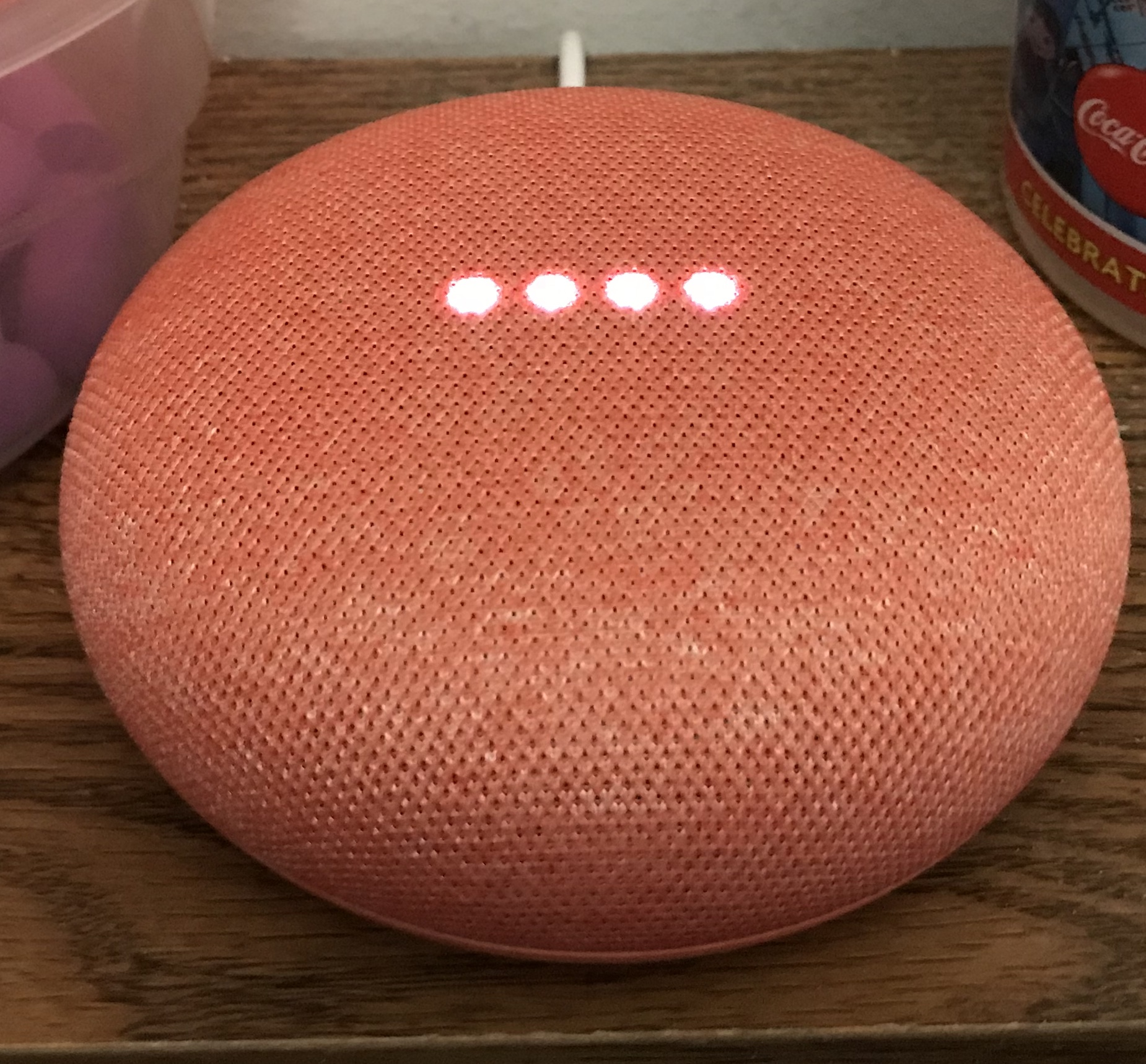
コーラルカラーのHome Mini

Google Homeの小型サイズ(直径98mm、高さ42mm)で基本的な性能はホームと同一であるが、スピーカーは「40 mmドライバー採用360 サウンド」となっている。なお、Google Home Mini上部のタッチ機能は一部端末で不定期に音を録音してGoogleに送信する不具合が見つかったため廃止されている(サイドタッチのボリューム調整は有効)。色は「チャコール」「チョーク」「コーラル」の3種類。アナリストはAmazonの同等品Echo Dotモデルとminiを比較した。2017年10月19日発売(日本は10月23日)。

### Google Home Max
Googleは2017年10月4日のイベントにおいて「Google Home Max」(グーグルホーム マックス)を公表し2017年12月11日に発売すると発表した。従来のGoogle Home製品よりも音質に焦点を当てたモデルで、4.5インチ（114 mm）のハイエクスカーション対応DVC（デュアルボイスコイル）ウーファー2個と0.7インチ（18 mm）のカスタムツイーター2個を搭載している。Home Maxはまた環境(配置やノイズの発生源を含む)や時間帯などに基づき音の出力を自動的に調整する機械学習を用いるオーディオチューニングシステム「スマートサウンド」を備えている。アナリストはHome Maxを直接的な競合のSonosのものやAppleのHomePodと比較した。
2017年12月に米国で発売。

### Google Nest Hub / Google Home Hub

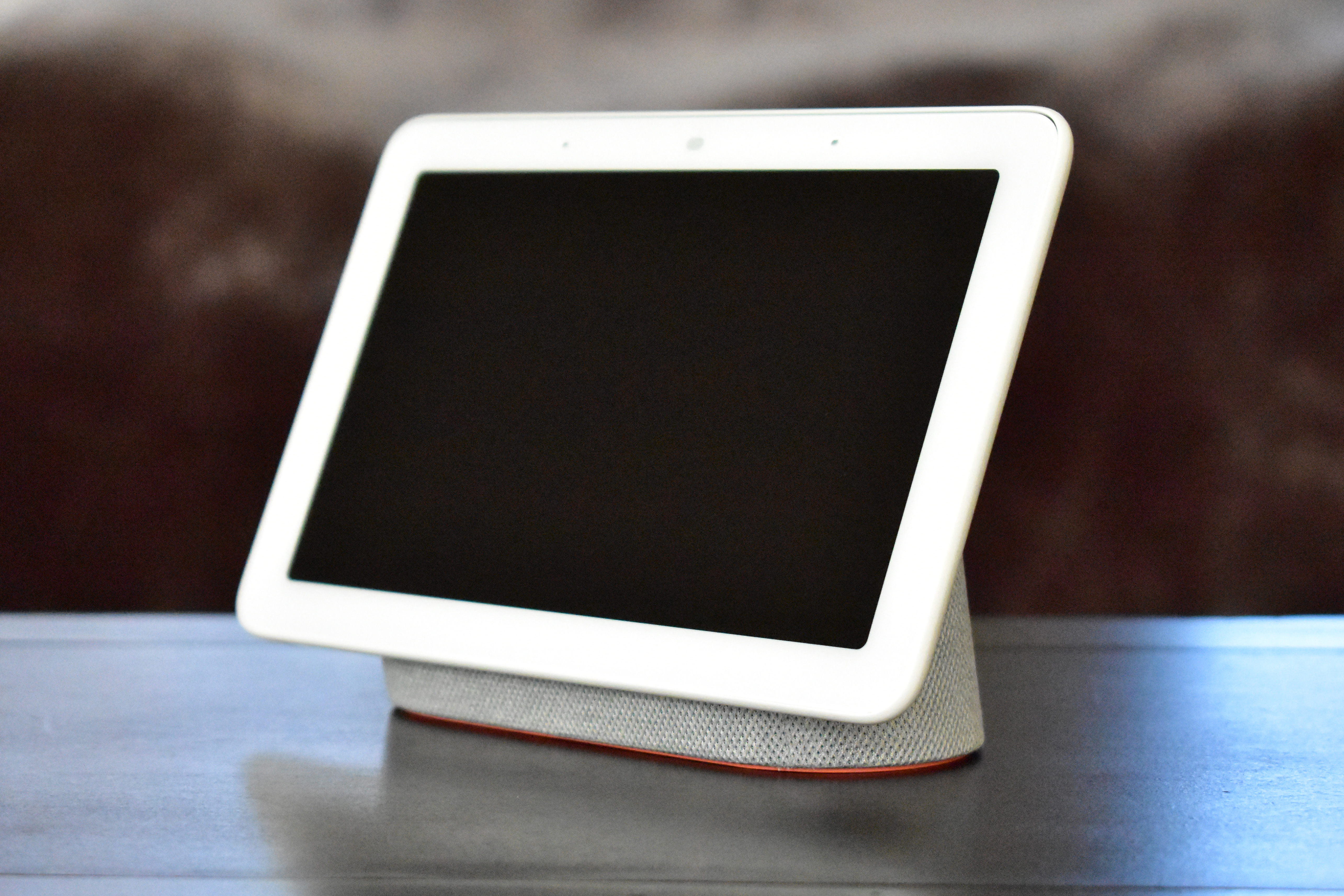
スマートディスプレイ「Google Home Hub」の名称は、現在は「Nest Hub」に変更されている

2018年10月9日、Googleは質問への視覚的フィードバック提供に使用できる7インチのタッチスクリーン画面を搭載する「Google Home Hub」(グーグルホーム ハブ)を公表した。従来のGoogle Home製品のように音声だけで使える便利さに加え、声をかければ個人を認識して用途によって様々なサービスと連携出来る(レシピやマップ機能、YouTube動画など)。また、家庭内の家電製品と連携して操作を行える。「Home View」機能は対応するホームオートメーションデバイスを操作するための集中管理された視覚的インターフェースを提供する。競合のAmazon Echo Showとは異なり、Home Hubは消費者プライバシーに関する懸念からビデオ通話用のカメラを搭載していない。GoogleはAndroid ThingsとクアルコムのSystem-on-chip(SoC)をベースとしたアシスタント対応のスマートディスプレイデバイス用のOEMソリューションを開発しているが、Home Hubは異なるハードウェアプラットフォームを用いている。デバイスはライトグレイ、ダークグレイ、ピンク、アクアブルーの4種類が入手可能になっている。
2019年5月に行われたGoogle I/O 2019で「Google Nest Hub」に改名。同年6月からは日本での販売を開始した。

### Nest Hub Max

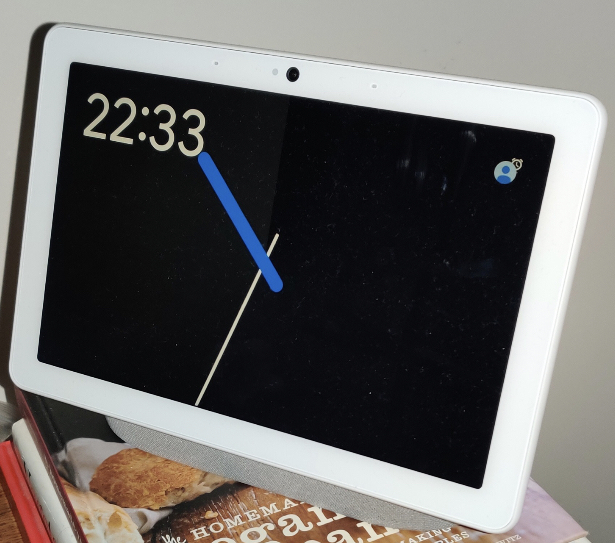
カメラ付きのNest Hub Maxで、時計のスクリーンセーバーを表示

2019年5月に行われたGoogle I/O 2019に発表された「Google Nest Hub」の大画面版。10型ディスプレイにカメラを搭載し、カメラと連携した「クイックジェスチャー」により、話しかけずに手かざしして操作することも可能。新機能のFace Matchを搭載し、最大6人までカメラで認識した人の情報に向けてパーソナライズされる。顔認証により、家族ごとに異なる交通情報やスケジュールなどを表示可能。この顔認証はデバイス内でのみ完結するためプライバシーとセキュリティにも配慮されている。また、カメラのON/OFFを直感的に理解できる「ミュートスイッチ」を装備。音質面も強化されており、18mm径のツィータと75mm径のウーファーを搭載し出力は合計30Wとなった。2019年9月に米国で発売(日本は11月22日)。

### Nest Mini（第2世代）

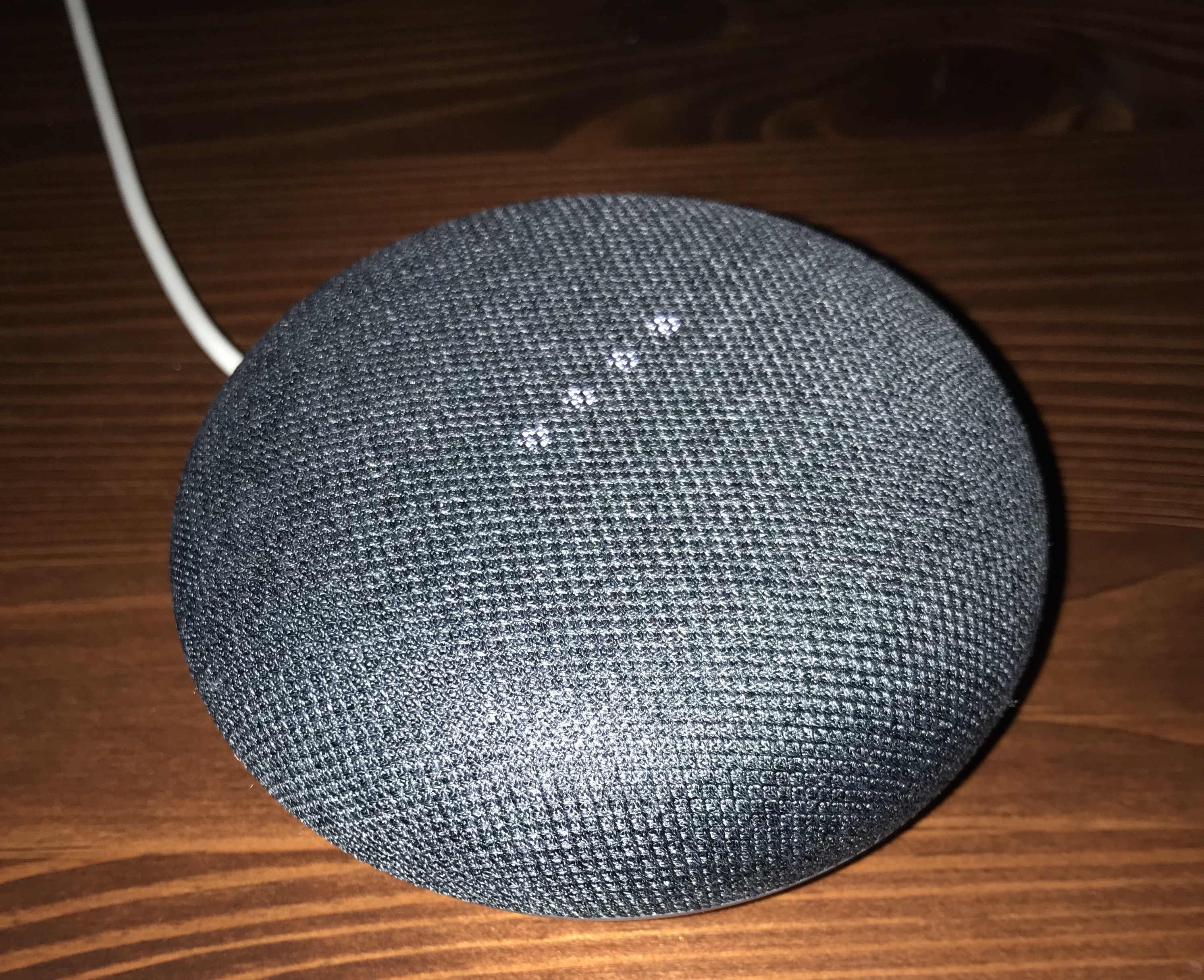
チャコールのNest Mini（第2世代）

Google Home Miniの後継（第2世代）モデル。デザインとサイズは先代のHome Miniとほぼ同じだが、スピーカーの低音が2倍に増強、音声認識データ用機械学習チップとマイクを3基搭載、背面に壁掛け穴が追加され、電源端子がmicroUSBからDC電源ジャックに変更された。色は「チャコール」「チョーク」「コーラル」「スカイ」の4種類。
2019年10月15日発表（日本は11月22日に発売）。

### Nest Audio
Google Homeの後継モデル。前モデルのGoogle Homeより75%音量が大きく、低音は50%強化。Nest Audio専用設計の19mmツイーターと、低音を再現する75mmミッドウーファーを搭載。新たに「Media EQ」機能が搭載され、音楽、ポッドキャスト、オーディオブック、Google アシスタントからの応答の再生など、聴いているものに応じて自動的にイコライザーを調整される。また「Ambient IQ」機能で室内の環境音に基づいてGoogle アシスタントやニュース、ポッドキャスト、オーディオブックの音量を調整できる。色は「チャコール」「チョーク」「セージ」「サンド」「スカイ」の5種類。
2020年10月1日発表（日本は10月15日に発売）。日本では「チャコール」「チョーク」のみの販売となる。

### Nest Hub（第2世代）
Google Nest Hub（旧Google Home Hub）の後継（第2世代）モデル。デザインとサイズは先代のNest Hubとほぼ同じだが、低音の音量が50％ほどアップ、ディスプレイの前で手のひらをかざすジェスチャー操作をすることで、コンテンツの再生を停止したり再開したりできるようになった。新たにSoliレーダーを搭載し、睡眠モニタリングの「Sleep Sensing」を搭載。またProject Connected Home over IPの策定する規格に準拠するデバイスと接続できる無線規格「Thread」に対応。色は「チャコール」「チョーク」「サンド」「ミスト」の4種類。
2021年3月16日発表（日本は5月5日に発売）。日本では「チャコール」「チョーク」のみの販売となる。

## 評価
Google Homeの評価は賛否両論であった。デザインとサウンド入力・出力機能はかなりの高評価だったが、ほかのGoogle アシスタントが動作するデバイスとの相互運用性の欠如は批判された。批評家はデバイスのGoogleの意図に懸念を表明し、特に、他のGoogleの製品に統合されたり、ある批評家はGoogle Homeの機能性は他のデバイスでのGoogle アシスタントを通じて提供される機能よりも制限されていると言及した。レビュワーはセットアップ作業において多種多様な経験をし、ある批評家が批判したものを別の人物が称賛したり、Google Homeの検索に基づく返答では、あるレビュワーがその能力を褒める一方、別の批評家は偽ニュースに匹敵する複数の低質な返答を批判するなど議論の対象になった。
Wiredのデイビット・ピアースはAmazon EchoとGoogle Homeを比較し「ホームはサイエンス・フィクションの魔法のように感じる時もあるし、理解を越えたり反応しなかったりする時もする。エコーはホームよりも印象が薄いがより信頼できる」と要約に記述した。ピアースはGoogle Homeの外形を称賛し、「ミニマリストで思慮に富み、思いやりがある」ように感じたと記述したほか、スピーカーも「エコーよりも豪華で明るくよりダイナミックであり、部屋に響き渡るほどの大音量だ」と褒め称えた。 Google Homeに搭載されているGoogle アシスタントは「Google Allo」アプリやPixelスマートフォンに搭載されているものよりも多機能であり、より長いというよりむしろ素早い命令であることを意味し いくつかの間違った検索の問題があるにもかかわらず、彼は検索能力を称賛し「あなたはGoogle Homeが検索を得意であることを期待するだろう。実際にそうだった」と記述している。ピアースはGoogle アシスタントが動作している他のデバイスとの相互運用性の欠如を批判したが、Googleの他の製品と情報をやりとりできる今後の可能性は「無限大だ」と述べた。
「Ars Technica」のロン・アマデオはGoogle Homeのセットアップ手続きと離れていてもボイスコマンドを拾う技術を称賛し、後者を「本当に信じられない」と呼んだ。彼はBluetoothが無いと指摘したが「Google HomeはBluetoothスピーカーでなく、純粋なGoogle Castのデバイスであることを知っておくのは重要だ。もしGoogle Homeで音声を再生したかったら、Google Castに対応しているサービスを使う必要がある」と記述している。彼も「相互運用機能」の欠如を同様に批判しており、「Google Homeに送ったアクションの全てがGoogle Home内に留まることになり、スマートフォンとの相互作用がない」と記述している他、彼はGoogleが機能をよりプロダクトラインと合体させる意図があるのかどうか関しての懸念や疑問を表明し、さらに彼の要約欄では「Androidのスマートフォンよりも性能が低いデバイスになぜ129ドル払うのか」と書いている。
しかしながら「CIO」のジェームズ・マーティンは、ルーターやGoogle Home、自身のスマートフォンの再起動を繰り返したものの適切に接続できなかったり切断状態になったりするなど「セットアップに悩まされた」経験を引き合いに出しGoogle Homeを批判した。Googleの「強調スニペット」機能 (検索結果に基づき強調された回答群で、Google Homeがボイスでの質問に回答する時に使用する)を調査した投稿で、「The Outline」のアドリアーヌ・ジェフリーズは低質な返答を提供することで「Googleがパブリッシャーの広告を禁止することで偽ニュースの拡散を防ぐための闘いを試みている時に偽ニュース自体が強調スニペットを通じて広まってしまう」とGoogleを厳しく批判した。